# Aedes croceus
Aedes croceus är en tvåvingeart som beskrevs av Knight och Laffoon 1946. Aedes croceus ingår i släktet Aedes och familjen stickmyggor.
Artens utbredningsområde är Filippinerna. Inga underarter finns listade i Catalogue of Life.